# Antoni Gaudí
Antoni Gaudí i Cornet (Reus ou Riudoms, 25 de junho de 1852 – Barcelona, 10 de junho de 1926) foi um famoso arquiteto catalão e figura de ponta do Modernismo catalão. As obras de Gaudí revelam um estilo único e individual e estão em sua maioria na cidade de Barcelona.
Grande parte da obra de Gaudí é marcada pelas suas grandes paixões: arquitetura, natureza e religião. Gaudí dedicava atenção aos mais íntimos detalhes de cada uma das suas obras, incorporando nelas uma série de ofícios que dominava: cerâmica, vitral, ferro forjado e marcenaria. Introduziu novas técnicas no tratamento de materiais, como o trencadís, realizado com base em fragmentos cerâmicos.
Depois de vários anos sob influência do neogótico e de técnicas orientais, Gaudí tornou-se parte do movimento modernista catalão, que atingiu o seu apogeu durante o final do século XIX e início do século XX. O conjunto da sua obra transcende o próprio movimento, culminando num estilo orgânico único inspirado na natureza. Gaudí raramente desenhava projetos detalhados, preferindo a criação de maquetes e modelava os detalhes à medida que os concebia.
A obra de Gaudí é amplamente reconhecida internacionalmente e objeto de inúmeros estudos, sendo apreciada não só por arquitetos como pelo público em geral. A sua obra-prima, a inacabada Sagrada Família, é um dos monumentos mais visitados de Espanha. Entre 1984 e 2005, sete das suas obras foram classificadas como Património Mundial pela UNESCO. A devoção católica de Gaudí intensificou-se ao longo da sua vida e a sua obra é rica no imaginário religioso, o que levou que fosse proposta a sua beatificação.

## Vida e obra
Os seus primeiros trabalhos possuem claras influências da arquitetura gótica (refletindo o revivalismo do século XIX) e da arquitetura catalã tradicional. Nos primeiros anos de sua carreira, Gaudí foi fortemente influenciado pelo arquiteto francês Eugene Viollet-le-Duc, responsável por promover o retorno às formas góticas da arquitetura no seu país.
Com o tempo, entretanto, passou a adotar uma linguagem escultórica bastante pessoal, projetando edifícios com formas fantásticas e estruturas complexas. Algumas de suas obras-primas, mais notavelmente o Templo Expiatório da Sagrada Família possuem um poder quase alucinatório.
Antoni Gaudí é conhecido por fazer extenso uso do arco parabólico catenário, uma das formas mais comuns na natureza. Para tanto, possuía um método de trabalho incomum para a época, utilizando-se de modelos tridimensionais em escala moldados pela gravidade (Gaudí usava correntes metálicas presas pelas extremidades: quando elas ficavam estáveis, ele copiava a forma e reproduzia-as ao contrário, formando suas conhecidas cúpulas catenárias). Também se utilizou da técnica catalã tradicional do trencadis, que consiste em usar peças cerâmicas quebradas para compor superfícies.
Ridicularizado por seus contemporâneos, Gaudí encontrou no empresário Eusebi Güell o parceiro e cliente ideal, tendo sido na prática seu mecenas.
Politicamente, Gaudí foi um fervoroso nacionalista catalão (ele foi certa vez preso durante uma noite por falar em catalão numa situação considerada ilegal pelas autoridades). Nos seus últimos anos, devotou-se exclusivamente à religião católica e à construção da Sagrada Família (obra ainda em construção).

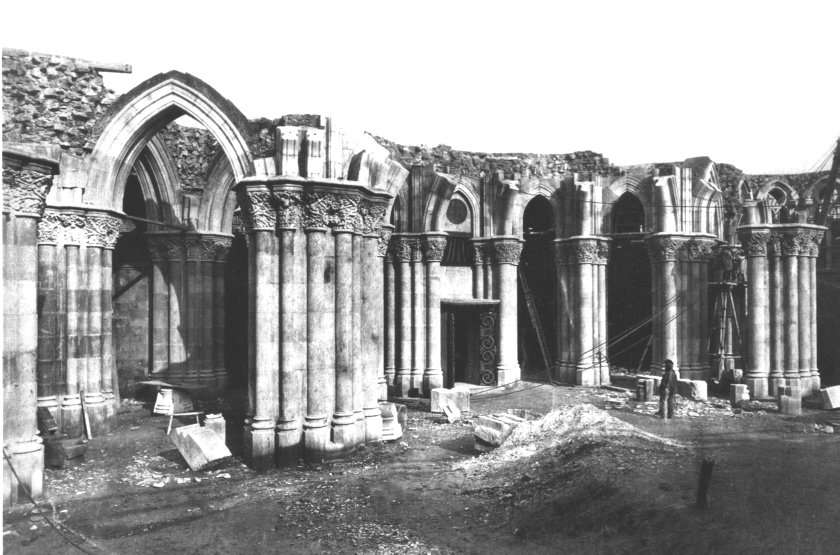
Fotografia da construção da cripta do templo da Sagrada Família, opera-prima de Antoni Gaudi, 1886.

Antoni Gaudí trabalhou essencialmente em Barcelona, onde tinha estudado arquitetura. Originário de uma família não muito abastada, Gaudí tendeu para a procura do luxo durante a juventude; no entanto na idade adulta e no final de sua vida essa tendência desapareceu por completo. Quando jovem aderiu ao Movimento Nacionalista da Catalunha e assumiu algumas posições críticas à Igreja Católica, no final da sua vida essa faceta desapareceu. Gaudí nunca se casou.
Em Barcelona a sua arquitetura assume foros de exceção, num ambiente essencialmente funcionalista de uma cidade de desenvolvimento industrial. Gaudí deixou-se influenciar por inúmeras tendências, não tendo nunca dedicado a sua arquitetura a cópia de um estilo determinado. Uma das mais fortes influências que recebeu foi a de Viollet-le-Duc através de quem conheceu parte do seu estilo gótico inspirador. Morreu aos 73 anos, vítima de atropelamento por um bonde no ano de 1926 em uma avenida de Barcelona. Encontra-se sepultado no Templo Expiatório da Sagrada Família, Barcelona, na Espanha.

## Estilo

### Gaudí e oModernisme

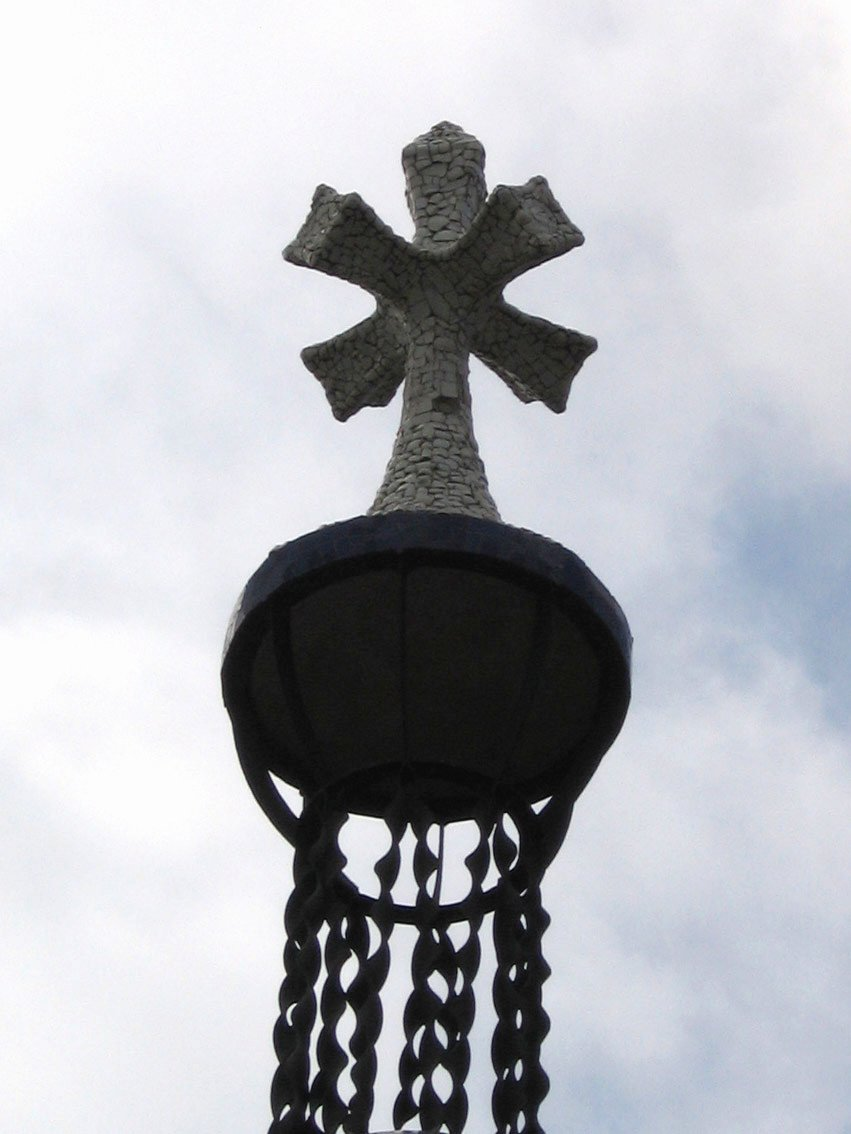
Flor de cruz gótica tradicional reinterpretada, uma das características mais típicas das obras de Gaudí

A vida profissional de Gaudí foi distintiva, pois ele nunca deixou de investigar estruturas mecânicas de construção. Desde cedo, Gaudí foi inspirado pelas artes orientais (Índia, Pérsia, Japão) através do estudo dos teóricos arquitetônicos historicistas, como Walter Pater, John Ruskin e William Morris. A influência do movimento oriental pode ser vista em obras como o Capricho, o Palácio Güell, os Pavilhões Güell e a Casa Vicens. Mais tarde, ele aderiu ao movimento neogótico que estava em voga na época, seguindo as ideias do arquiteto francês Eugène Viollet-le-Duc. Essa influência é refletida no Colégio Teresiano, no Palácio Episcopal em Astorga, na Casa Botines e na casa Bellesguard, bem como na cripta e no ábside da Sagrada Família. Eventualmente, Gaudí embarcou em uma fase mais pessoal, com o estilo orgânico inspirado na natureza em que construiria suas principais obras.
Durante seu tempo como estudante, Gaudí pôde estudar uma coleção de fotografias de arte egípcia, indiana, persa, maia, chinesa e japonesa, pertencente à Escola de Arquitetura. A coleção também incluía monumentos mouros na Espanha, que deixaram uma marca profunda nele e serviram de inspiração em muitas de suas obras. Ele também estudou o livro Plans, elevations, sections and details of the Alhambra de Owen Jones, que ele pegou emprestado na biblioteca da escola. Ele adotou várias soluções estruturais e ornamentais da arte Nasrida e Mudéjar, que ele usou com variações e liberdade estilística em suas obras. Notavelmente, Gaudí observou na arte islâmica sua incerteza espacial, seu conceito de estruturas com espaço ilimitado; sua sensação de sequência, fragmentada com buracos e partições, que criam uma divisão sem interromper a sensação de espaço aberto ao cercá-lo com barreiras.
Sem dúvida, o estilo que mais o influenciou foi o Revivalismo gótico, promovido na segunda metade do século XIX pelos trabalhos teóricos de Eugène Viollet-le-Duc. O arquiteto francês defendia o estudo dos estilos do passado e a adaptação deles de maneira racional, levando em conta tanto a estrutura quanto o design. No entanto, para Gaudí, o estilo gótico era "imperfeito", pois, apesar da eficácia de algumas de suas soluções estruturais, era uma arte que ainda precisava ser "aperfeiçoada". Em suas próprias palavras:

A arte gótica é imperfeita, apenas parcialmente resolvida; é um estilo criado pelo compasso, uma repetição industrial formulaica. Sua estabilidade depende de apoios constantes pelos contrafortes: é um corpo defeituoso sustentado por muletas. ... A prova de que as obras góticas são de plasticidade deficiente é que produzem seu maior efeito emocional quando estão mutiladas, cobertas de hera e iluminadas pela lua.

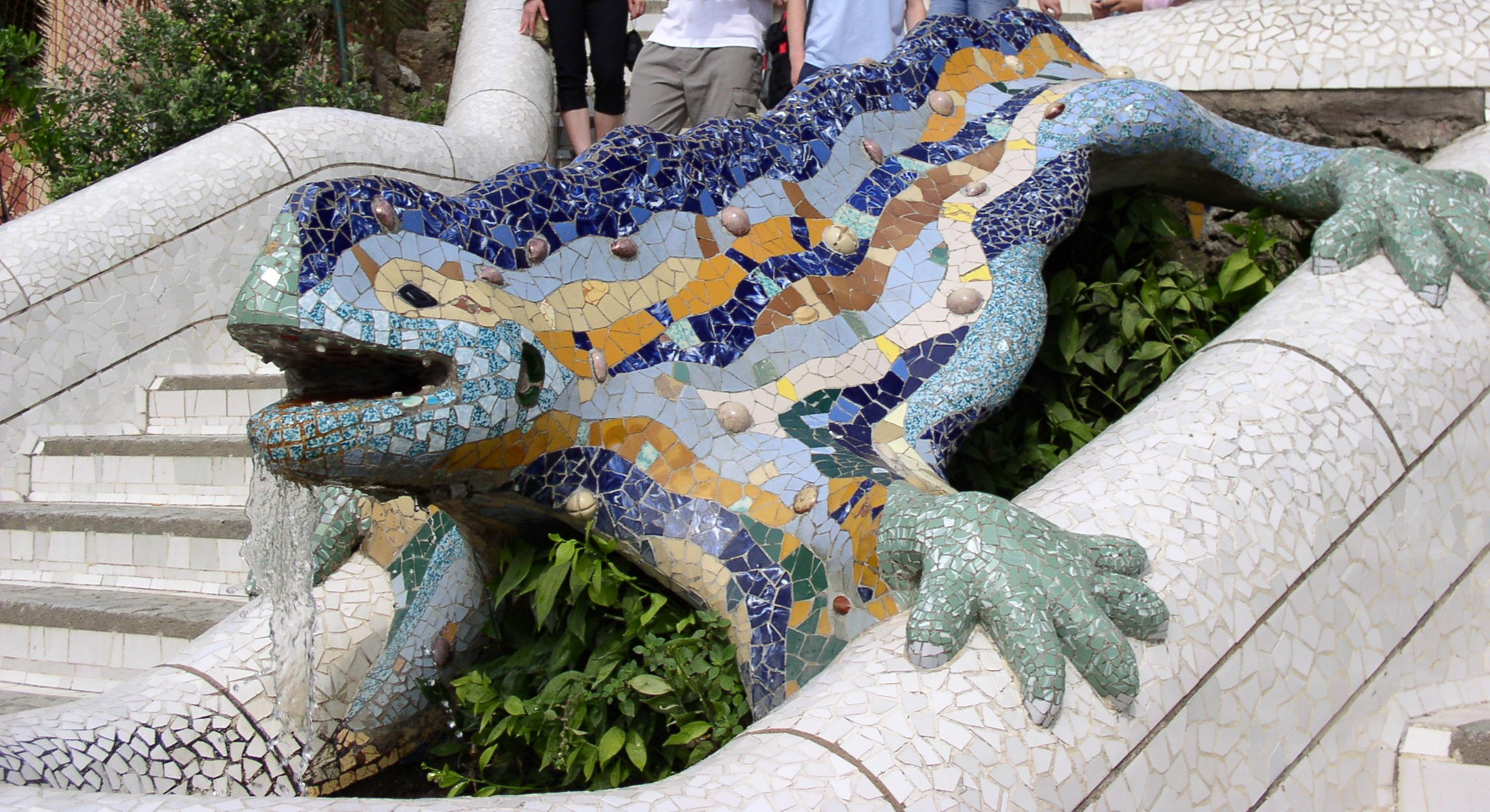
A salamandra no Parque Güell tornou-se um símbolo do trabalho de Gaudí.

Após essas influências iniciais, Gaudí se moveu em direção ao Modernisme, então em seu auge. O Modernisme em seus estágios iniciais foi inspirado pela arquitetura histórica. Seus praticantes viam o retorno ao passado como uma resposta às formas industriais impostas pelos avanços tecnológicos da Revolução Industrial. O uso desses estilos antigos representava uma regeneração moral que permitia à burguesia identificar-se com valores que consideravam suas raízes culturais. A Renaixença (renascimento), o renascimento da cultura catalã que começou na segunda metade do século XIX, trouxe mais formas góticas ao estilo "nacional" catalão, que visava combinar nacionalismo e cosmopolitismo, ao mesmo tempo integrando-se ao movimento modernizador europeu.
Algumas características essenciais do Modernisme eram: uma linguagem anticlassicista herdada do Romantismo com uma tendência ao lirismo e à subjetividade; a conexão determinada da arquitetura com as artes aplicadas e o trabalho artístico que produzia um estilo abertamente ornamental; o uso de novos materiais dos quais emergia uma linguagem construtiva mista, rica em contrastes, que buscava um efeito plástico para o todo; um forte senso de otimismo e fé no progresso que produzia uma arte enfática que refletia a atmosfera de prosperidade da época, acima de tudo da estética da burguesia.

### Busca por uma nova linguagem arquitetônica
Gaudí é geralmente considerado o grande mestre do Modernismo catalão, mas suas obras vão além de qualquer estilo ou classificação. São obras imaginativas que encontram sua principal inspiração na geometria e nas formas da natureza. Gaudí estudou formas geométricas orgânicas e anárquicas da natureza minuciosamente, buscando uma maneira de expressar essas formas na arquitetura. Algumas de suas maiores inspirações vieram de visitas à montanha de Montserrat, às cavernas de Mallorca, às cavernas de salitre em Collbató, ao desfiladeiro de Fraguerau nas Montanhas Prades atrás de Reus, à montanha Pareis no norte de Mallorca e a Sant Miquel del Fai em Bigues i Riells.

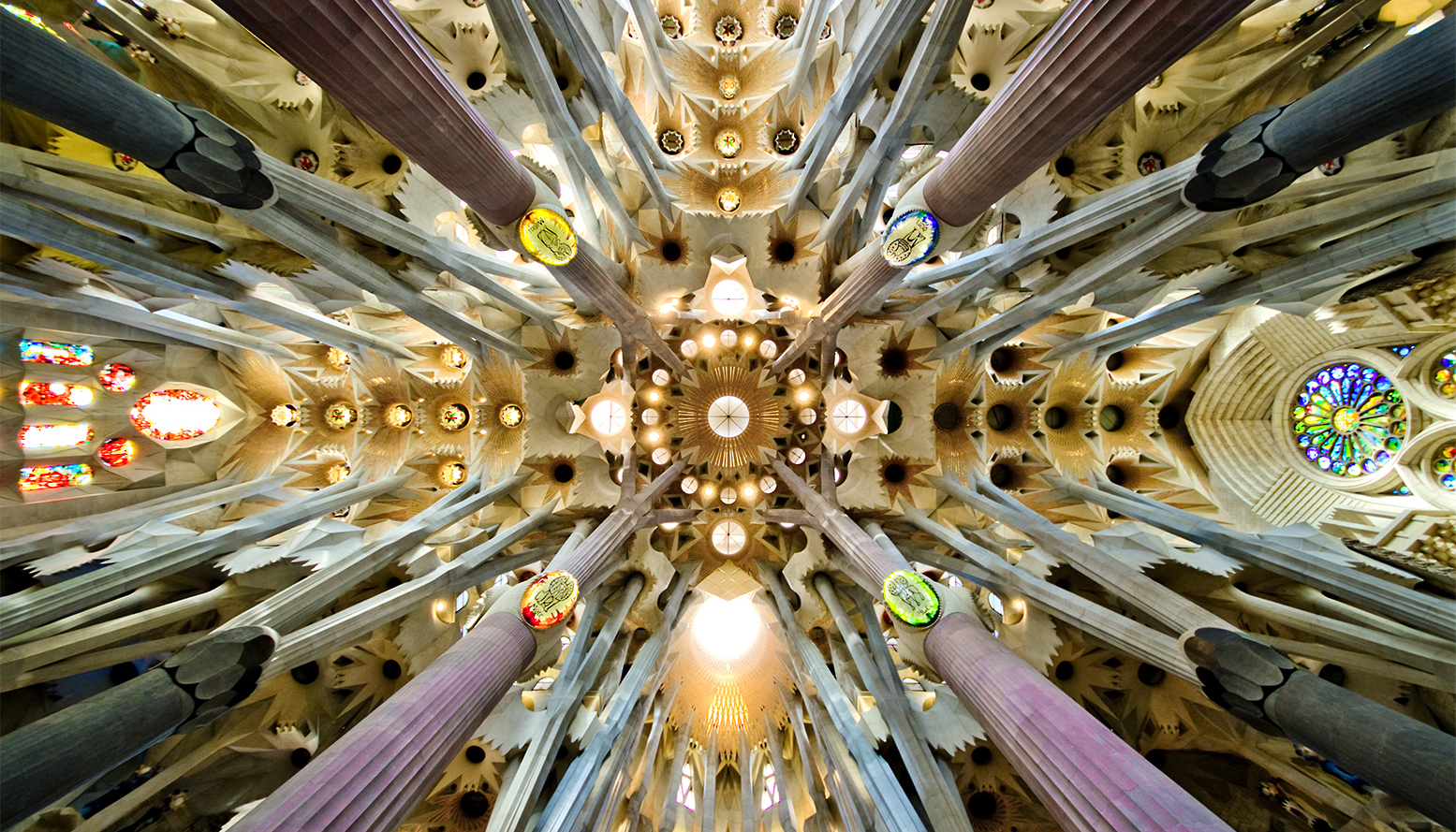
A nave na Sagrada Família com uma abóbada hiperboloide. A inspiração da natureza é tirada de uma árvore, já que o pilar e os galhos simbolizam árvores subindo até o telhado.

#### Formas geométricas
Esse estudo da natureza se traduziu em seu uso de superfícies regradas como o paraboloide hiperbólico, o hiperboloide, o helicoide e o cone, que refletem as formas que Gaudí encontrou na natureza. Superfícies regradas são formas geradas por uma linha reta conhecida como a geratriz, à medida que ela se move sobre uma ou várias linhas conhecidas como diretrizes. Gaudí encontrou inúmeros exemplos delas na natureza, por exemplo em junco, caniços e ossos; ele costumava dizer que não há melhor estrutura do que o tronco de uma árvore ou um esqueleto humano. Essas formas são ao mesmo tempo funcionais e estéticas, e Gaudí descobriu como adaptar a linguagem da natureza às formas estruturais da arquitetura. Ele costumava equiparar a forma helicoide ao movimento e o hiperboloide à luz. Sobre as superfícies regradas, ele disse:

Paraboloides, hiperboloides e helicoides, constantemente variando a incidência da luz, são ricos em matrizes em si mesmos, o que torna a ornamentação e até mesmo a modelagem desnecessárias.
Outro elemento amplamente utilizado por Gaudí foi o arco catenário. Ele estudou geometria minuciosamente quando era jovem, estudando inúmeros artigos sobre engenharia, um campo que elogiava as virtudes da curva catenária como um elemento mecânico, um que naquela época, no entanto, era usado apenas na construção de pontes suspensas. Gaudí foi o primeiro a usar esse elemento na arquitetura comum. Arcos catenários em obras como a Casa Milà, o Colégio Teresiano, a cripta da Colónia Güell e a Sagrada Família permitiram que Gaudí adicionasse um elemento de grande resistência às suas estruturas, dado que a catenária distribui o peso que carrega regularmente de maneira uniforme, sendo afetada apenas por forças tangenciais auto-cancelantes.
Gaudí evoluiu da geometria plana para a geometria espacial, para a geometria regrada. Essas formas construtivas são altamente adequadas ao uso de materiais baratos como o tijolo. Gaudí frequentemente usava tijolos assentados com argamassa em camadas sucessivas, como na tradicional abóbada catalã, usando o tijolo assentado plano em vez de de lado. Essa busca por novas soluções estruturais culminou entre 1910 e 1920, quando ele explorou sua pesquisa e experiência em sua obra-prima, a Sagrada Família. Gaudí concebeu o interior da igreja como se fosse uma floresta, com um conjunto de colunas em forma de árvore divididas em vários ramos para sustentar uma estrutura de abóbadas hiperboloides entrelaçadas. Ele inclinou as colunas para que elas pudessem resistir melhor à pressão perpendicular em sua seção. Ele também lhes deu uma forma helicoidal de dupla rotação (rotação à direita e à esquerda), como nos ramos e troncos das árvores. Isso criou uma estrutura que agora é conhecida como fractal. Juntamente com uma modulação do espaço que a divide em pequenos módulos independentes e autoportantes, cria uma estrutura que suporta perfeitamente as forças de tração mecânicas sem necessidade de contrafortes, conforme exigido pelo estilo neogótico. Assim, Gaudí alcançou uma solução racional, estruturada e perfeitamente lógica, criando ao mesmo tempo um novo estilo arquitetônico que era original, simples, prático e estético.

#### Superando o gótico
Essa nova técnica construtiva permitiu a Gaudí alcançar seu maior objetivo arquitetônico: aperfeiçoar e superar o estilo gótico. As abóbadas hiperboloides têm seu centro onde as abóbadas góticas tinham sua chave de abóbada, e o hiperboloide permite um buraco nesse espaço para deixar a luz natural entrar. Na interseção entre as abóbadas, onde as abóbadas góticas têm nervuras, o hiperboloide também permite buracos, que Gaudí usava para dar a impressão de um céu estrelado.

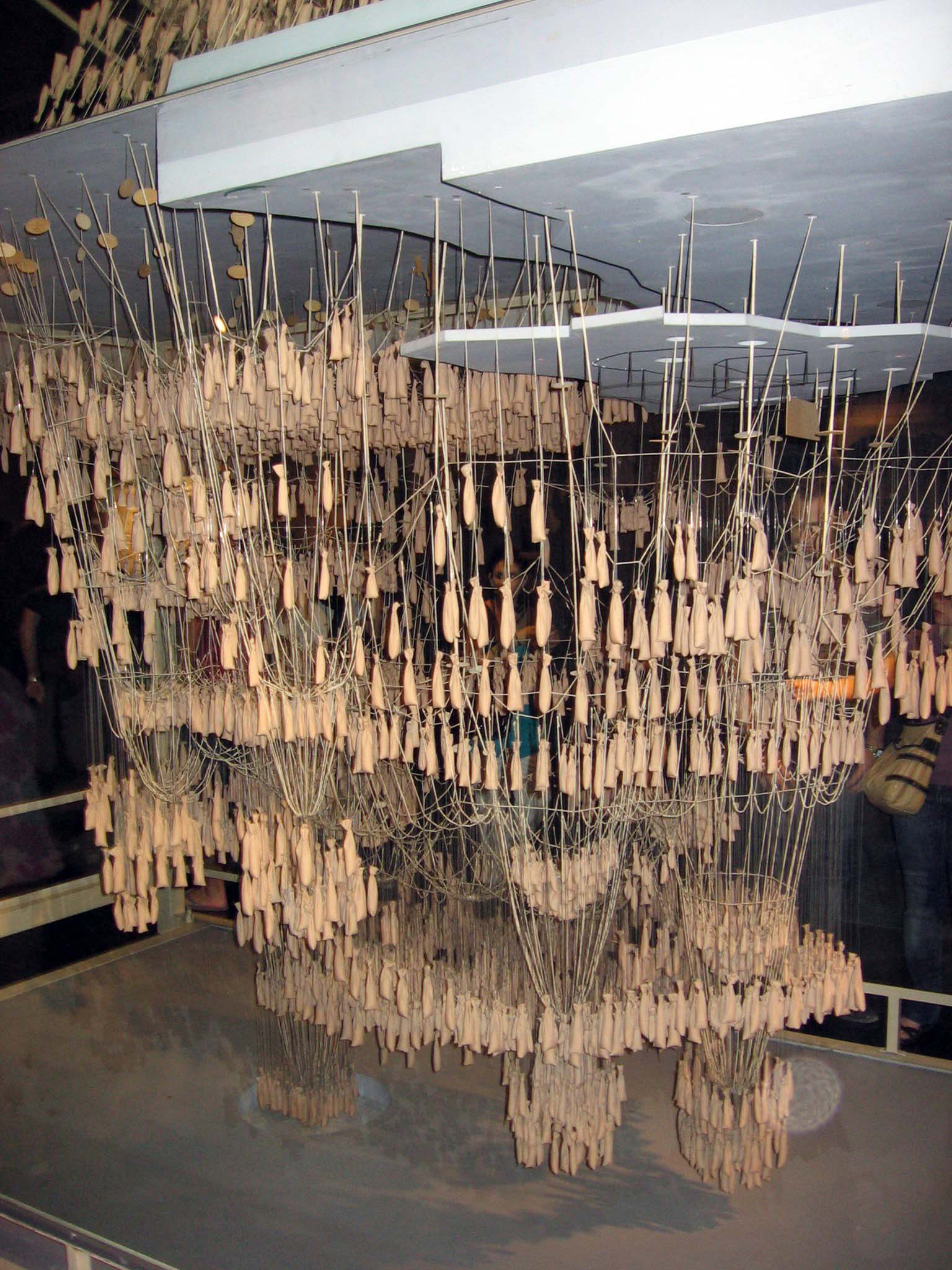
Um modelo de força invertida da Colónia Güell, Museu da Sagrada Família

Gaudí complementou essa visão orgânica da arquitetura com uma visão espacial única que lhe permitiu conceber seus projetos em três dimensões, ao contrário do design plano da arquitetura tradicional. Ele costumava dizer que adquiriu esse senso espacial quando criança, observando os desenhos que seu pai fazia das caldeiras e alambiques que produzia. Devido a essa concepção espacial, Gaudí sempre preferiu trabalhar com moldes e modelos em escala ou até mesmo improvisar no local à medida que a obra progredia. Relutante em desenhar plantas, raramente esboçava seus trabalhos—na verdade, apenas quando exigido pelas autoridades.

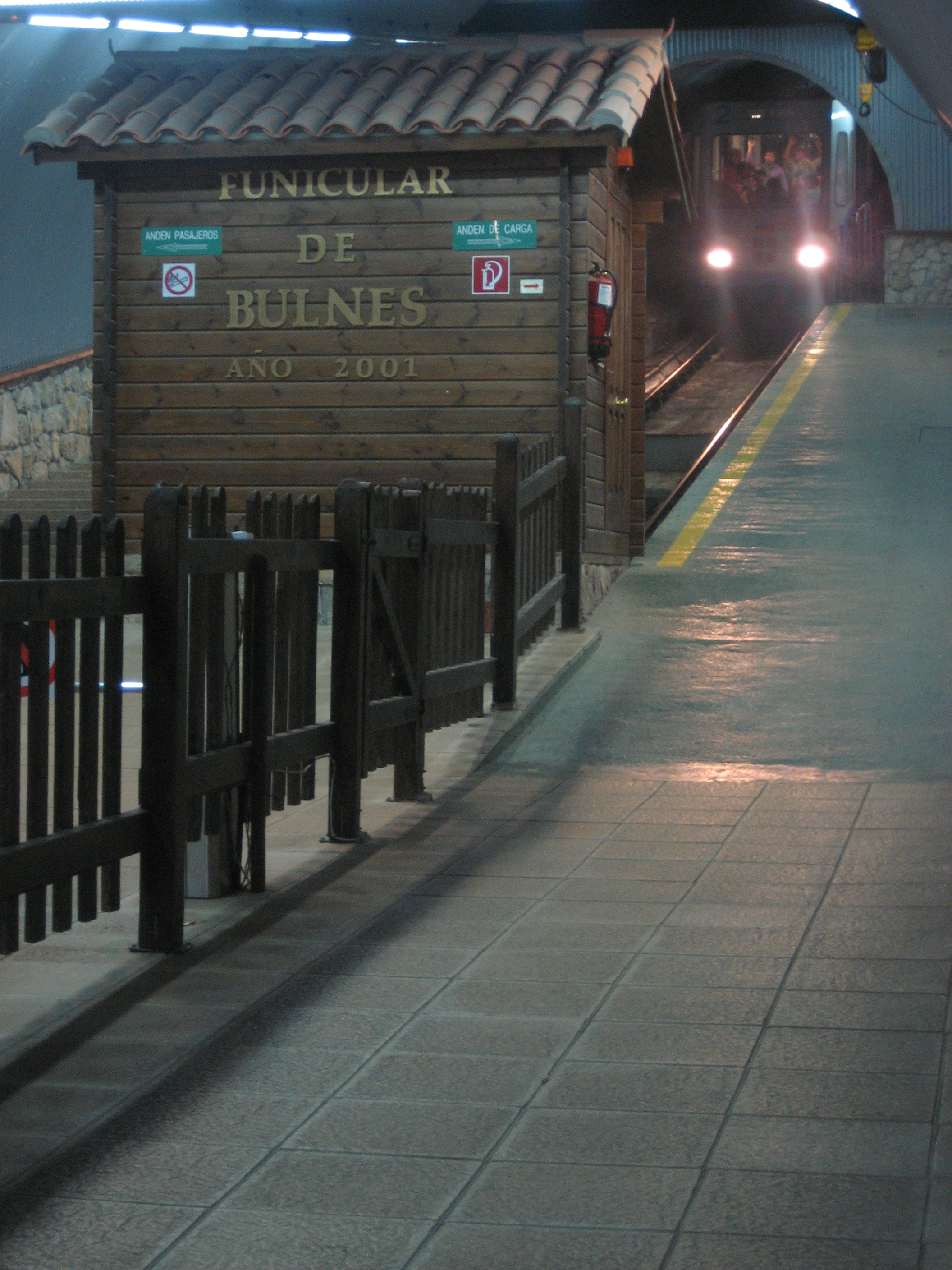
Um modelo de força invertido da Colónia Güell, Museu da Sagrada Família

Outra inovação de Gaudí no campo técnico foi o uso de um modelo em escala para calcular estruturas: para a igreja da Colónia Güell, ele construiu um modelo em escala de 1:10 com uma altura de 4 metros (13 pé) em um galpão ao lado do edifício. Lá, ele montou um modelo que tinha cordas com pequenos sacos cheios de chumbinho pendurados. Em uma prancheta fixada no teto, ele desenhou o piso da igreja e pendurou as cordas (para as catenárias) com os chumbinhos (para o peso) dos pontos de apoio do edifício—colunas, interseção de paredes. Esses pesos produziam uma curva catenária tanto nos arcos quanto nas abóbadas. Nesse ponto, ele tirou uma foto que, quando invertida, mostrava a estrutura de colunas e arcos que Gaudí estava procurando. Gaudí então pintou sobre essas fotografias com guache ou pastel. Com o contorno da igreja definido, ele registrou cada detalhe do edifício: arquitetônico, estilístico e decorativo.
A posição de Gaudí na história da arquitetura é a de um gênio criativo que, inspirado pela natureza, desenvolveu um estilo próprio que atingiu a perfeição técnica e valor estético, e carregava a marca de seu caráter. As inovações estruturais de Gaudí foram em certa medida o resultado de sua jornada por vários estilos, do Dórico ao Barroco passando pelo Gótico, sua principal inspiração. Pode-se dizer que esses estilos culminaram em seu trabalho, que os reinterpretou e aperfeiçoou. Gaudí passou pelo historicismo e ecletismo de sua geração sem se conectar com outros movimentos arquitetônicos do século XX que, com seus postulados racionalistas, derivados da escola Bauhaus, representavam uma evolução antitética à iniciada por Gaudí, dado que refletiam posteriormente o desdém e a falta inicial de compreensão da obra do arquiteto modernista.

Entre outros fatores que levaram ao descaso inicial pela obra do arquiteto catalão, está o fato de que, apesar de ter numerosos assistentes e ajudantes, Gaudí não criou sua própria escola e nunca ensinou, nem deixou documentos escritos. Alguns de seus subordinados adotaram suas inovações, sobretudo Francesc Berenguer e Josep Maria Jujol; outros, como Cèsar Martinell, Francesc Folguera e Josep Francesc Ràfols, graduaram-se em Noucentisme, abandonando o caminho do mestre. Apesar disso, um grau de influência pode ser discernido em alguns arquitetos que fizeram parte do movimento Modernista ou que se afastaram dele e que não tiveram contato direto com ele, como Josep Maria Pericas (Casa Alòs, Ripoll), Bernardí Martorell (cemitério de Olius) e Lluís Muncunill (Masia Freixa, Terrassa). No entanto, Gaudí deixou uma marca profunda na arquitetura do século XX: mestres como Le Corbusier declararam-se admiradores, e as obras de outros arquitetos como Pier Luigi Nervi, Friedensreich Hundertwasser, Oscar Niemeyer, Félix Candela, Eduardo Torroja e Santiago Calatrava foram inspiradas por Gaudí. Frei Otto usou as formas de Gaudí na construção do Estádio Olímpico de Munique. No Japão, a obra de Kenji Imai mostra evidências da influência de Gaudí, como pode ser visto no Memorial para os Vinte e Seis Mártires do Japão em Nagasaki (Prêmio Nacional de Arquitetura do Japão em 1962), onde se destaca o uso do famoso "trencadís" de Gaudí.

### Design e artesanato
Durante seus dias de estudante, Gaudí frequentou oficinas de artesanato, como as ministradas por Eudald Puntí, Llorenç Matamala e Joan Oñós, onde aprendeu os aspectos básicos das técnicas relacionadas à arquitetura, incluindo escultura, marcenaria, trabalho em ferro forjado, vitrais, cerâmica, modelagem em gesso, etc. Ele também absorveu novos desenvolvimentos tecnológicos, integrando em sua técnica o uso de ferro e concreto armado na construção. Gaudí via a arquitetura de forma ampla como um design multifuncional, em que cada detalhe de uma disposição deve ser harmoniosamente feito e bem proporcionado. Esse conhecimento lhe permitiu projetar projetos arquitetônicos, incluindo todos os elementos de suas obras, desde móveis até iluminação e trabalho em ferro forjado.
Gaudí também foi um inovador no campo do artesanato, concebendo novas soluções técnicas e decorativas com seus materiais, por exemplo, sua maneira de projetar mosaicos de cerâmica feitos de peças de descarte ("trencadís") em combinações originais e imaginativas. Para a restauração da Catedral de Mallorca, ele inventou uma nova técnica para produzir vitrais, que consistia em justapor três painéis de vidro de cores primárias, e às vezes um neutro, variando a espessura do vidro para graduar a intensidade da luz.
Foi assim que ele projetou pessoalmente muitas das esculturas da Sagrada Família. Ele estudava minuciosamente a anatomia da figura, concentrando-se nos gestos. Para esse propósito, ele estudava o esqueleto humano e às vezes usava manequins feitos de arame para testar a postura adequada da figura que estava prestes a esculpir. Em uma segunda etapa, ele fotografava seus modelos, usando um sistema de espelhos que fornecia múltiplas perspectivas. Ele então fazia moldes de gesso das figuras, tanto de pessoas quanto de animais (em uma ocasião, ele fez um burro ficar em pé para não se mover). Ele modificava as proporções desses moldes para obter a aparência desejada da figura, dependendo de seu lugar na igreja (quanto mais alto, maior seria). Finalmente, ele esculpia as figuras em pedra.

#### Espaços urbanos e paisagismo
Gaudí também praticava paisagismo, muitas vezes em ambientes urbanos. Ele visava colocar suas obras no ambiente natural e arquitetônico mais apropriado, estudando minuciosamente a localização de suas construções e tentando integrá-las naturalmente nesses ambientes. Para esse propósito, ele frequentemente usava o material mais comum no ambiente próximo, como a ardósia de Bellesguard e o granito cinza de Bierzo no Palácio Episcopal de Astorga. Muitos de seus projetos eram jardins, como o Parque Güell e os Jardins Can Artigas, ou incorporavam jardins, como na Casa Vicens ou nos Pavilhões Güell. A abordagem harmoniosa de Gaudí ao paisagismo é exemplificada no Primeiro Mistério da Glória do Rosário em Montserrat, onde a estrutura arquitetônica é a própria natureza—aqui a rocha de Montserrat—a natureza envolve o grupo de esculturas que adornava o caminho até a Santa Caverna.

#### Interiores

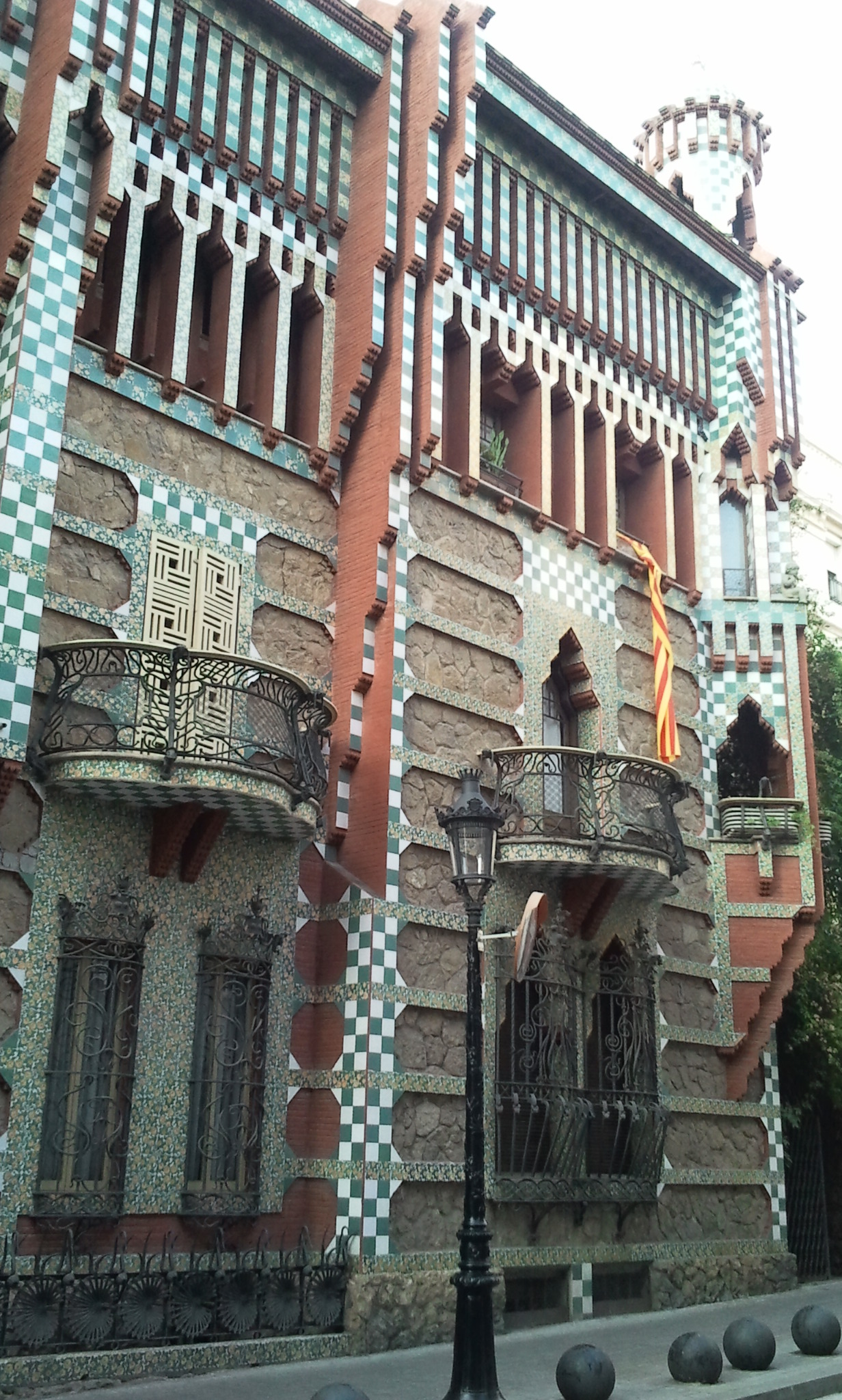
Interior da Casa Vicens

Igualmente, Gaudí destacou-se como decorador de interiores, decorando a maioria de seus edifícios pessoalmente, desde os móveis até os menores detalhes. Em cada caso, ele sabia como aplicar particularidades estilísticas, personalizando a decoração de acordo com o gosto do proprietário, o estilo predominante da disposição ou seu lugar no ambiente—seja urbano ou natural, secular ou religioso. Muitas de suas obras estavam relacionadas ao mobiliário litúrgico. Desde o design de uma escrivaninha para seu escritório no início de sua carreira até os móveis projetados para o Palácio Sobrellano de Comillas, ele projetou todo o mobiliário das casas Vicens, Calvet, Batlló e Milà, do Palácio Güell e da Torre Bellesguard, e o mobiliário litúrgico da Sagrada Família. Vale ressaltar que Gaudí estudou um pouco de ergonomia para adaptar seus móveis à anatomia humana. Muitos de seus móveis estão expostos no Museu Casa Gaudí.
Outro aspecto é a distribuição inteligente do espaço, sempre com o objetivo de criar uma atmosfera interior confortável e íntima. Para esse propósito, Gaudí dividia o espaço em seções, adaptadas ao seu uso específico, por meio de paredes baixas, tetos rebaixados, portas deslizantes e armários embutidos. Além de cuidar de cada detalhe de todos os elementos estruturais e ornamentais, ele garantia que suas construções tivessem boa iluminação e ventilação. Para isso, ele estudava a orientação de cada projeto em relação aos pontos cardeais, bem como o clima local e seu lugar no ambiente. Naquela época, havia uma demanda crescente por mais conforto doméstico, com água encanada e gás e o uso de luz elétrica, tudo o que Gaudí incorporava com maestria. Para a Sagrada Família, por exemplo, ele realizou estudos minuciosos sobre acústica e iluminação, a fim de otimizá-los. Em relação à luz, ele afirmou:

A luz alcança a harmonia máxima em uma inclinação de 45°, pois reside nos objetos de uma maneira que não é nem horizontal nem vertical. Isso pode ser considerado luz média, e oferece a visão mais perfeita dos objetos e suas nuances mais requintadas. É a luz do Mediterrâneo.
A iluminação também servia para Gaudí organizar o espaço, o que exigia um estudo cuidadoso do gradiente de intensidade da luz para se adequar adequadamente a cada ambiente específico. Ele conseguia isso com diferentes elementos, como claraboias, janelas, persianas e venezianas; um caso notável é a gradação de cores usada no átrio da Casa Batlló para alcançar uma distribuição uniforme da luz por todo o interior. Ele também tendia a construir casas voltadas para o sul para maximizar a luz solar.

## Obra
A obra de Gaudí é geralmente classificada como fazendo parte do Modernismo catalão devido à sua vontade de renovar sem romper com a tradição, da sua procura pela modernidade, do papel do ornamento e do seu processo de trabalho multidisciplinar, no qual a produção artesanal desempenha um papel fundamental. A isto, Gaudí acrescenta um gosto pelo barroco e faz uso de inovações técnicas ao mesmo tempo que continua a utilizar linguagem arquitetónica tradicional. Em conjunto com a inspiração na natureza, estas características dão às suas obras um cunho pessoal e único na história da arquitetura.
É difícil definir de forma precisa linhas de orientação que representem fielmente a evolução do seu estilo. Embora Gaudí tenha partido de uma perspetiva historicista para se envolver por completo no movimento modernista que marcou a transição do século XIX para o XX na Catalunha antes de desenvolver o seu estilo orgânico próprio, este processo não se deu ao longo de fases bem definidas ou com limites facilmente perceptíveis. Pelo contrário, em cada fase há uma reflexão sobre todas as fases anteriores, à medida que gradualmente as assimila e as supera. Uma das melhores descrições da obra de Gaudí foi feita pelo seu discípulo e biógrafo Joan Bergós que, de acordo com critérios plásticos e estruturais, define cinco períodos: preliminar, mudéjar-mourisco, gótico simulado, naturalista e expressionista, e síntese orgânica.

### Primeiras obras
As primeiras obras de Gaudí, realizadas durante a sua formação e no período imediatamente posterior, destacam-se já pela precisão dos detalhes, pelo uso da geometria e pela prevalência de considerações mecânicas no cálculo estrutural.

#### Universidade
Durante a formação universitária, Gaudí foi autor de vários projetos, entre os quais um portal de cemitério (1875), um pavilhão espanhol para a Feira Mundial de Filadélfia de 1876, um embarcadouro (1876), um pátio para a Diputació de Barcelona (1876), uma fonte monumental para a Praça da Catalunha (1877) e um pavilhão universitário (1877).

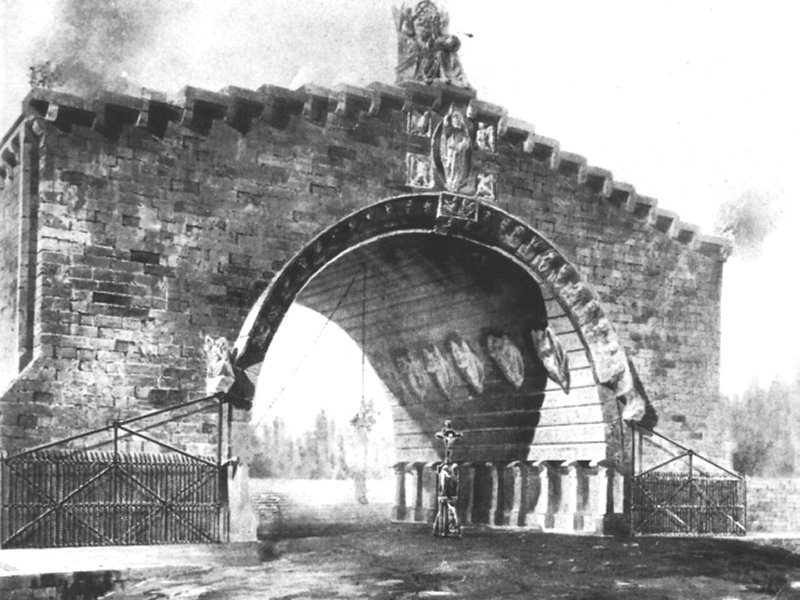
Portal para cemitério (1875)
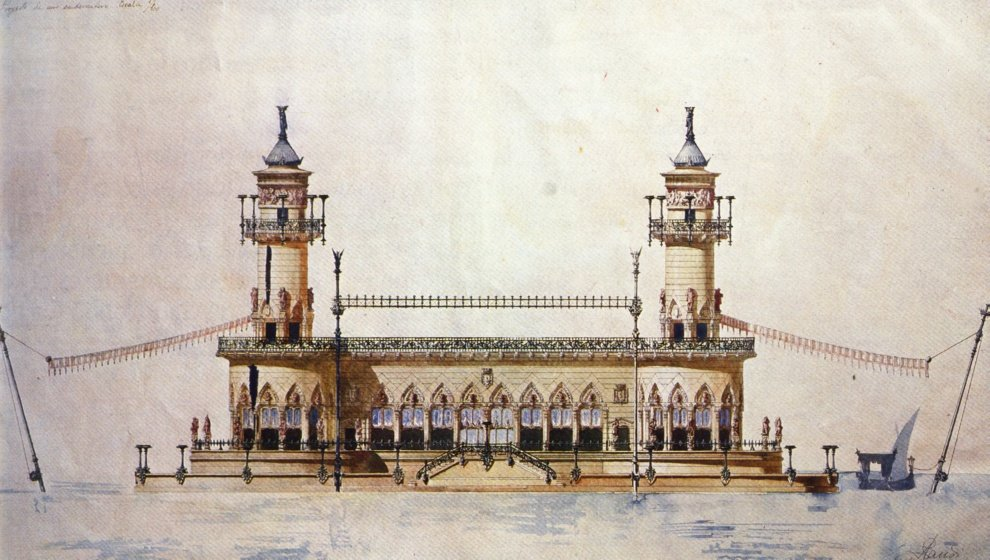
Embarcadouro (1876)
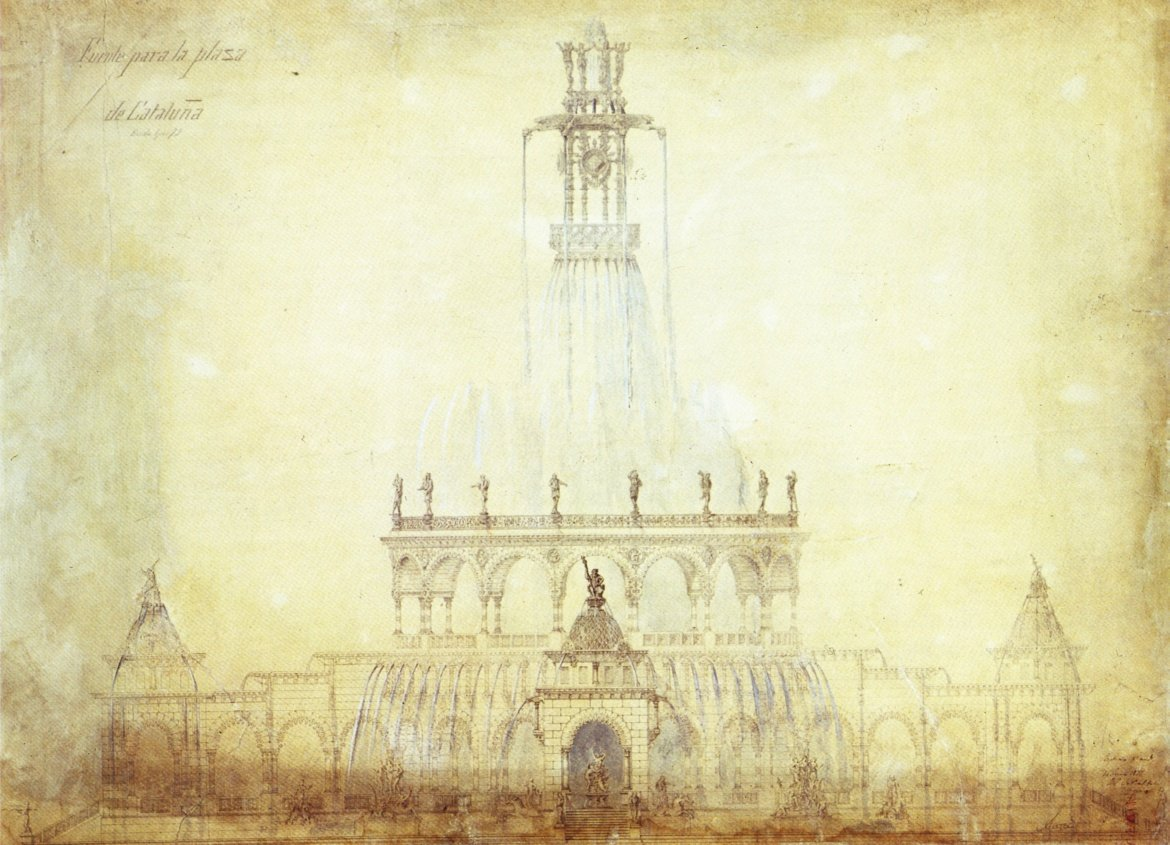
Fonte na Praça Catalunha (1877)
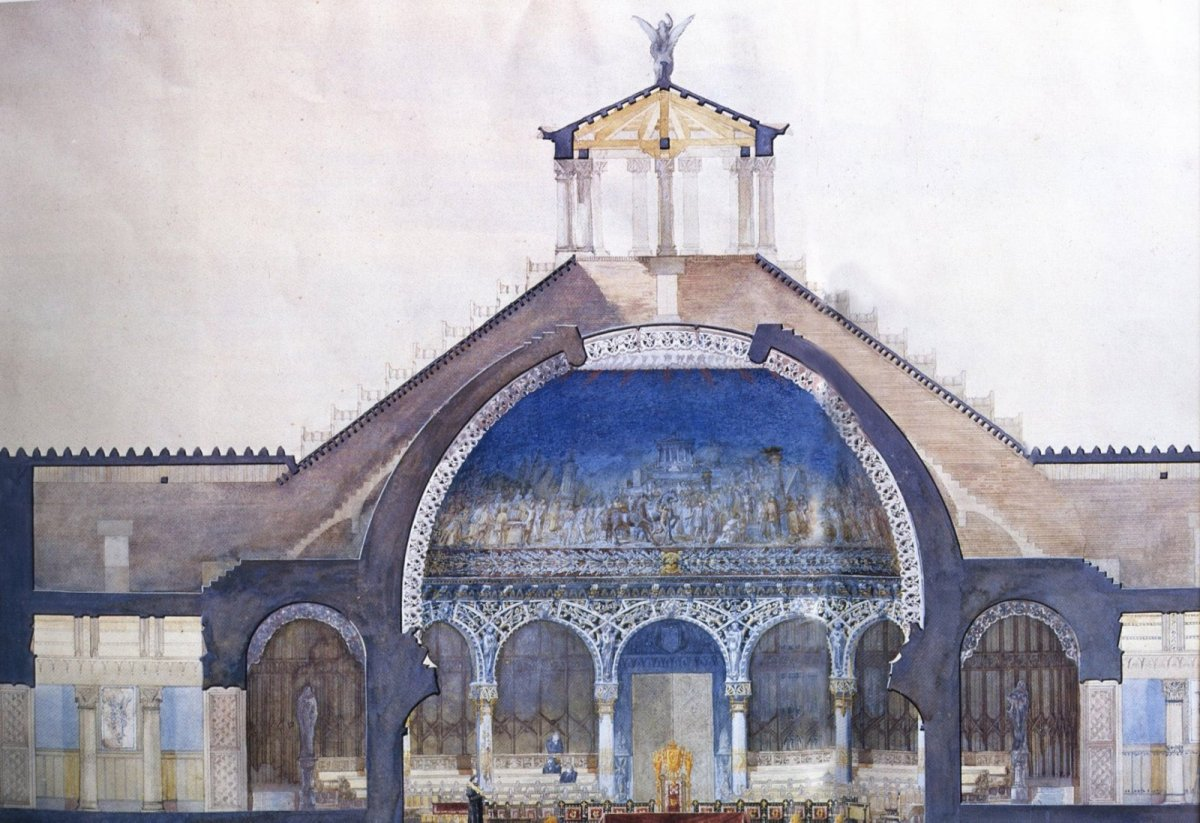
Pavilhão universitário (1877)

Gaudí iniciou a carreira profissional ainda na universidade, trabalhando como desenhista para alguns dos mais prestigiados arquitetos de Barcelona à época, como Joan Martorell, Josep Fontserè, Francisco de Paula del Villar y Lozano, Leandre Serrallach e Emili Sala Cortés. Gaudí tinha já uma longa relação com Josep Fontserè, uma vez que a sua família também era de Riudoms e se conheciam há bastante tempo. Embora não fosse formado em arquitetura, Fontserè foi escolhido pela câmara municipal para o plano do Parc de la Ciutadella, levado a cabo entre 1873 e 1882. Neste projeto, Gaudí ficaria encarregado do desenho do portal de entrada do parque, da balaustrada do coreto e da fonte monumental, para a qual desenhou uma gruta artificial que demonstrava já o seu gosto pela natureza e pelas formas orgânicas.
Gaudí trabalhou também para Francisco de Paula del Villar na ábside do Mosteiro de Montserrat, para a qual desenhou o nicho da imagem da Virgem de Montserrat em 1876. No gabinete de Leandre Serrallach, trabalhou num projeto para uma linha de elétrico para Villa Arcadia em Montjuïc. Colaborou ainda com Joan Martorell na igreja jesuíta em Carrer Casp, no convento salesiano em Passeig de Sant Joan, e na igreja de Villaricos em Almería. Desenhou também um projeto para Martorell para a competição da nova fachada da Catedral de Barcelona, embora rejeitado. Martorell, que Gaudí considerou um dos seus principais e mais influentes mestres, seria quem mais tarde viria a recomendar Gaudí para a Sagrada Família.

#### Primeiros projetos pós-graduação
Após a sua graduação como arquiteto em 1878, a sua primeira obra de relevo foi o desenho para candeeiros de iluminação na Plaça Reial, encomenda da Câmara Municipal de Barcelona em fevereiro do mesmo ano. Embora já se tivesse graduado, o seu diploma só seria enviado de Madrid em 15 de março. Gaudí desenhou dois tipos de candeeiros: um com seis braços, do qual foram instalados dois na Plaça Real, e outro com três, do qual foram instalados dois na Pla del Palau, em frente ao Governo Civil. Os candeeiros foram inaugurados durante os festejos da La Mercè de 1879. Construídos em ferro fundido com uma base de mármore, a decoração dá destaque ao caduceu de Mercúrio, símbolo do comércio e emblema de Barcelona.

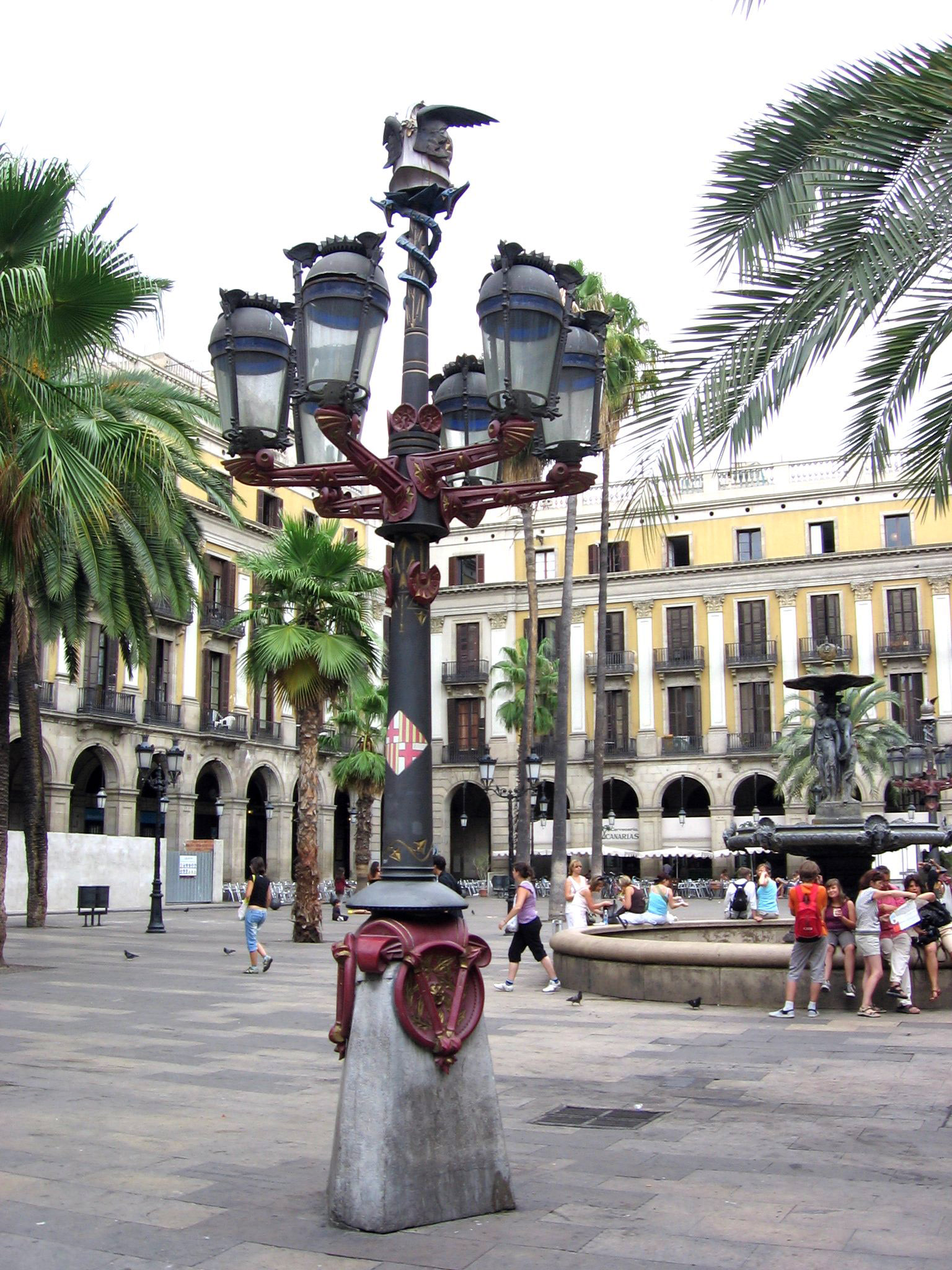
Candeeiros de iluminação pública
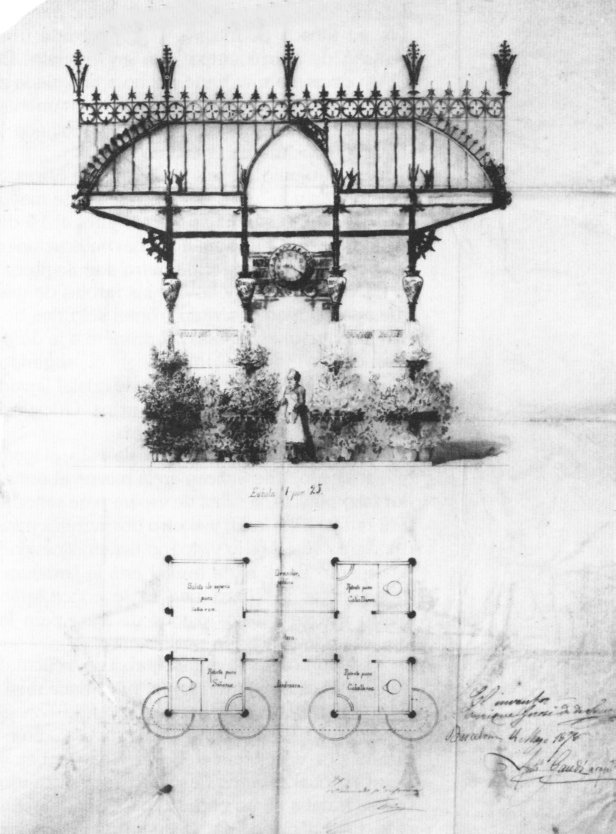
Quisques Girossi
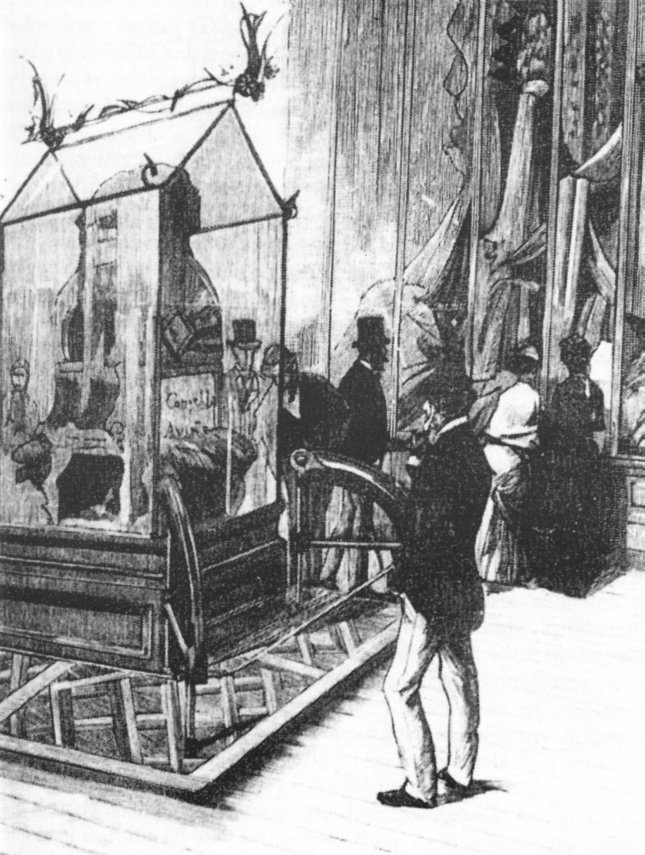
Vitrine Comella
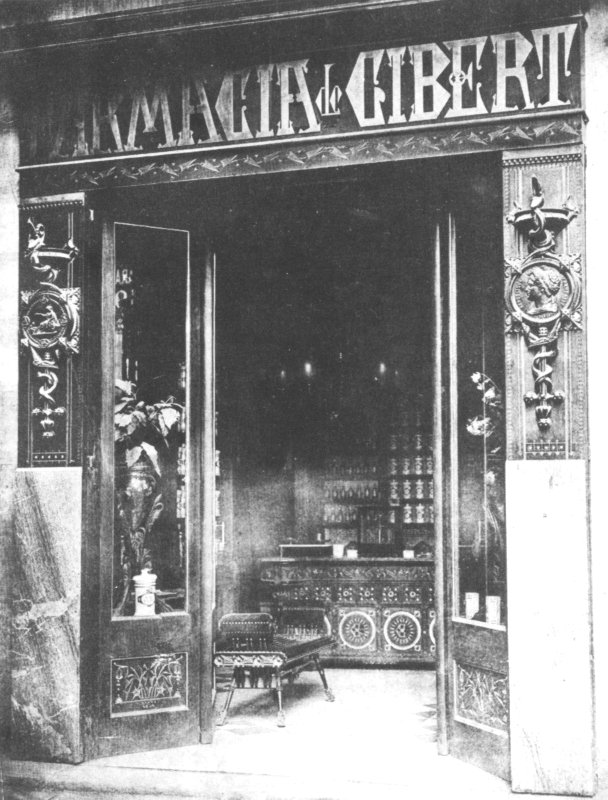
Farmácia Gibert

O projeto para os quiosques Girossi, que nunca chegou a ser executado, foi uma encomenda do comerciante Enrique Girossi de Sanctis e teria consistido em vinte quiosques espalhados por Barcelona. Cada um deles teria incluído um sanitário público, uma banca de flores e um painel publicitário de vidro, para além de um relógio, calendário, barómetro e termómetro. Gaudí concebeu uma estrutura com pilares de ferro e laje em mármore e vidro, encimados por um telhado de vidro e ferro e sistema de iluminação a gás.
A Cooperativa Obrera Mataronense (Cooperativa Operária de Mataró) foi o primeiro projeto de grande dimensão, no qual Gaudí trabalhou entre 1878 e 1882. Tratou-se de uma encomenda de Salvador Pagès i Anglada para a sede da cooperativa e o programa compreendia uma fábrica, residências para os trabalhadores, centro social e edifício de serviços, embora só tenham sido construídos a fábrica e o edifício de serviços. Foi na fábrica que Gaudí usou pela primeira vez o arco em catenária, cujo sistema de união em parafuso foi projetado por Philibert de l'Orme.
Em maio de 1878, Gaudí projetou uma vitrine para a fábrica de luvas Esteban Comella, exposta no pavilhão espanhol para a Exposição Mundial de Paris do mesmo ano. Esta obra viria a despertar o interesse do empresário Eusebi Güell, de visita à capital francesa, que o levou a querer conhecer Gaudí no regresso e dando início a uma longa amizade e colaboração profissional. Güell tornar-se-ia o principal patrono de Gaudí e financiador dos seus maiores projetos.

## Beatificação
No Vaticano, está em andamento o processo de beatificação de Gaudí, depois do encerramento da fase diocesana em 2003, todos os documentos da positio com a sua biografia passaram por Roma para serem submetidos à Congregação para as Causas dos Santos. Para o Arcebispo de Barcelona e Presidente da Comissão do Padroado da Sagrada Família, cardeal Martínez Sistach, "Gaudí era um grande cristão. Tinha uma espiritualidade franciscana, de amor e contemplação das belezas da natureza, imagens da beleza do Criador".
No dia 14 de abril de 2025, o Papa Francisco recebeu em audiência o cardeal Marcello Semeraro, prefeito do Dicastério para as Causas dos Santos, e autorizou a promulgação do decreto relativo as virtudes heroicas de Antoni Gaudí, que passa agora a ser chamado venerável.

## Principais trabalhos
Em ordem cronológica:
| Obra                                 | Data      |  | Localização                              |
| Cooperativa Obrera Mataronense       | 1878-1882 |  | Mataró                                   |
| El Capricho                          | 1883-1885 |  | Comillas                                 |
| Casa Vicens                          | 1883-1888 |  | Barcelona                                |
| Templo Expiatório da Sagrada Família | 1883-1926 |  | Barcelona                                |
| Pavilhões Güell                      | 1884-1887 |  | Barcelona                                |
| Palácio Güell                        | 1886-1890 |  | Barcelona                                |
| Colegio de las Teresianas            | 1888-1889 |  | Barcelona                                |
| Palácio Episcopal de Astorga         | 1889-1915 |  | Astorga                                  |
| Casa Botines                         | 1891-1894 |  | León                                     |
| Bodegas Güell                        | 1895-1897 |  | Sitges                                   |
| Casa Calvet                          | 1898-1900 |  | Barcelona                                |
| Torre Bellesguard                    | 1900-1909 |  | Barcelona                                |
| Parque Güell                         | 1900-1914 |  | Barcelona                                |
| Portal Miralles                      | 1901      |  | Barcelona                                |
| Casa Batlló                          | 1904-1906 |  | Barcelona                                |
| Jardins Artigas                      | 1905-1906 |  | La Pobla de Lillet                       |
| Casa Milà                            | 1906-1910 |  | Barcelona                                |
| Cripta da Colónia Güell              | 1908-1915 |  | Colónia Güell (Santa Coloma de Cervelló) |

## Colaboradores
A enorme tarefa que Gaudí enfrentou, não em termos de número de obras, mas em termos de sua complexidade, exigiu a colaboração de um grande número de assistentes, artistas, arquitetos e artesãos. Gaudí sempre liderou o caminho, mas permitiu a expressão das habilidades individuais de todos os seus colaboradores. Um teste de sua experiência tanto em sua área quanto na comunicação interpessoal foi demonstrado ao reunir um grande número de profissionais diversos e criar uma equipe integrada.
Entre seus colaboradores estavam:
- Arquitetos: Francesc Berenguer, Josep Maria Jujol, Cristòfor Cascante i Colom, Josep Francesc Ràfols, Cèsar Martinell, Joan Bergós, Francesc Folguera, Josep Canaleta, Joan Rubió, Domènec Sugrañes, Francesc Quintana, Isidre Puig i Boada, Lluís Bonet i Garí.
- Escultores: Carles Mani, Joan Flotats, Llorenç Matamala, Joan Matamala, Josep Llimona.
- Pintores: Ricard Opisso, Aleix Clapés, Iu Pascual, Xavier Nogués, Jaume Llongueras, Joaquín Torres García.
- Construtores e capatazes: Agustí Massip, Josep Bayó i Font, Claudi Alsina i Bonafont, Josep Pardo i Casanova e seu sobrinho Julià Bardier i Pardo.
- Artesãos: Eudald Puntí (carpinteiro e forjador), Joan Oñós (forjador), Lluís y Josep Badia i Miarnau, Joan Bertran (gesseiro), Joan Munné (marceneiro), Frederic Labòria (marceneiro), Antoni Rigalt i Blanch (vidraceiro), Josep Pelegrí (vidraceiro), Mario Maragliano (mosaicista), Jaume Pujol i Bausis e seu filho Pau Pujol i Vilà (ceramistas).